# 堀田正俊
堀田正俊（日语：／ Hotta Masatoshi，1634年12月31日—1684年10月7日），日本江戶時代前期至中期的大名，江戶幕府老中、大老。歷任下總守谷藩主、上野安中藩主、下總古河藩主。正俊系堀田家初代。
正俊是老中堀田正盛的第三子。寬永12年（1635年），他被春日局收為養子，由於這層關係，他於寬永18年（1641年）成為德川家光的嫡子竹千代（德川家綱）的小姓，並開始嶄露頭角。寬永20年（1643年），在家光的安排下，他與稻葉正則的女兒訂婚，由於稻葉正則是春日局的嫡孫，他也因此獲得春日局的遺領3000石。
慶安4年（1651年），德川家光去世，父親堀田正盛殉死，他獲得遺領中的下野新田1万石，取得守谷城1万3000石，成為守谷藩主。同年敘任從五位下、備中守。明曆2年（1656年）與稻葉正則之女成婚，成為正則的後見人。万治3年（1660年）任奏者番，獲封上野安中藩2万石。同年長兄堀田正信因對幕政不滿而遭改易，但他卻幸免無事。寬文10年（1670年）任若年寄，延宝7年（1679年）就任老中，加增2万石。
延宝8年（1680年），幕府將軍德川家綱去世，他與家綱時代頗有權勢的大老酒井忠清對立，力主讓家綱的異母弟綱吉上位。最後德川綱吉繼任將軍，將酒井忠清位於大手門前的府邸贈給了他。天和元年（1681年）12月11日，綱吉勒令忠清辭職養病，任命堀田正俊為大老。就任大老後，他與牧野成貞共同主持幕政，這段時期被稱為「天和之治」，特別是在財政方面取得較大的成果。
貞享元年（1684年）8月28日，他在江戶城內被擔任若年寄的從叔父青野藩主稻葉正休刺殺，稲葉正休隨後被老中大久保忠朝、阿部正武、戶田忠昌一起亂刀砍死。
堀田正俊被刺殺的原因不詳，一種說法認為稻葉正休於天和3年（1683年）被免去淀川治水工程的役職而對正俊不滿。另一種說法認為他反對德川綱吉的生類憐憫令而被綱吉指使殺害，另有說法認為柳澤吉保、牧野成貞等側用人為了取得權力而指使將其殺害。